# Donderskamp Airstrip
Donderskamp Airstrip is een landingsstrook bij Donderskamp in het uiterste noorden van het district Sipaliwini in Suriname.
De ondergrond van de landingsbaan is van gras. De baan heeft een lengte van circa 535 meter. Er zijn lijnvluchten naar Zorg en Hoop Airport in Paramaribo. 

## Luchtvaartmaatschappijen
Luchtvaartmaatschappijen die op deze luchthaven vliegen zijn:
| Maatschappij               | Bestemming(en)                      |
| -------------------------- | ----------------------------------- |
| Blue Wing Airlines         | Luchthaven Zorg en Hoop, Paramaribo |
| Gum Air                    | Luchthaven Zorg en Hoop, Paramaribo |
| Hi-Jet Helicopter Services | Luchthaven Zorg en Hoop, Paramaribo |
| Surinaamse Luchtmacht      | Luchthaven Zorg en Hoop, Paramaribo |
| United Air Services        | Luchthaven Zorg en Hoop, Paramaribo |
| Vortex Luchtvaart Suriname | Luchthaven Zorg en Hoop, Paramaribo |